# NGC 6931
NGC 6931 est une galaxie spirale située dans la constellation du Capricorne. Sa vitesse par rapport au fond diffus cosmologique est de 3 280 ± 42 km/s, ce qui correspond à une distance de Hubble de 48,4 ± 3,4 Mpc (∼158 millions d'al). NGC 6931 a été découverte par l'astronome américain Francis Leavenworth en 1886.
La classe de luminosité de NGC 6931 est II et elle présente une large raie HI. Elle renferme également des régions d'hydrogène ionisé.
À ce jour, trois mesures non basées sur le décalage vers le rouge (redshift) donnent une distance de 26,733 ± 1,097 Mpc (∼87,2 millions d'al), ce qui est nettement à l'extérieur des valeurs de la distance de Hubble. Notons que c'est avec la valeur moyenne des mesures indépendantes, lorsqu'elles existent, que la base de données NASA/IPAC calcule le diamètre d'une galaxie et qu'en conséquence le diamètre de NGC 6931 pourrait être d'environ 15,4 kpc (∼50 200 al) si on utilisait la distance de Hubble pour le calculer.